# Golden Boy 2017
De Golden Boy 2017 was de 15e editie van de Golden Boy Award. Op 23 oktober 2017 werd de Fransman Kylian Mbappé uitgeroepen als winnaar. Mbappé had dat jaar de overstap gemaakt van AS Monaco naar Paris Saint-Germain. De laureaat van het jaar daarvoor, Renato Sanches, eindigde buiten de top tien. Met Youri Tielemans en Steven Bergwijn stonden er op de longlist van 25 spelers één Belg en één Nederlander.

## Uitslag
| Nr.    | Winnaar              | Club                | Ptn    |
| Top-10 | Top-10               | Top-10              | Top-10 |
| ------ | -------------------- | ------------------- | ------ |
| 1.     | Kylian Mbappé        | Paris Saint-Germain | 291    |
| 2.     | Ousmane Dembélé      | FC Barcelona        | 194    |
| 3.     | Marcus Rashford      | Manchester United   | 76     |
| 4.     | Gabriel Jesus        | Manchester City     | 72     |
| 5.     | Gianluigi Donnarumma | AC Milan            | 69     |
| 6.     | Christian Pulisic    | Borussia Dortmund   | 30     |
| 7.     | Kasper Dolberg       | AFC Ajax            | 27     |
| 8.     | Emre Mor             | Celta de Vigo       | 13     |
| 9.     | Federico Chiesa      | ACF Fiorentina      | 12     |
| 10.    | Rodrigo Bentancur    | Juventus FC         | 9      |